# Đài tưởng niệm Sư đoàn bộ binh Kościuszko
Đài tưởng niệm Sư đoàn bộ binh Kościuszko (Pomnik Kościuszkowców) để tưởng nhớ sự nỗ lực hỗ trợ trong cuộc nổi dậy Warsaw của các binh sĩ thuộc Sư đoàn bộ binh Tadeusz Kościuszko do Liên Xô tổ chức trong Thế chiến II. Nó nằm ở ngã tư phố Wybrzeże Helskie và Okrzei ở lối vào cảng Praski (cảng của Praga) ở Bắc Praga thuộc Warsaw, gần tòa nhà Komora Wodna cũ trên sông Vistula.
Đến ngày 14 tháng 9 năm 1944, quân đội của Sư đoàn 1 Bộ binh Ba Lan và Hồng quân đã dọn sạch Wehrmacht khỏi bờ phải của thủ đô (gọi là (Praga)), trong khi Cuộc nổi dậy Warsaw vẫn đang diễn ra từ ngày 1 tháng 8 băng qua sông ở Warsaw thích hợp cho các toán biệt kích từ Sư đoàn Ba Lan đã cố gắng đổ bộ vào Czerniaków (ở Solec) và Kępa Potocka (ở Żoliborz) để hỗ trợ cho cuộc nổi dậy. Tuy nhiên, do không đủ kế hoạch và hỗ trợ chiến thuật không tồn tại, cuộc đổ bộ cuối cùng đã thất bại trong việc giải phóng quân đội đảng Ba Lan ở thủ đô.

## Lịch sử
Chủ tịch ủy ban xây dựng tượng đài là Włodzimierz Sokorski. Vào mùa xuân năm 1979, một cuộc thi thiết kế đã trao tác phẩm cho nhà điêu khắc Andrzej Kasten trong số ba mươi tác phẩm, với khẩu hiệu "... nhưng đẹp nhất là bờ Vistula của chúng tôi", một dòng từ một bài hát nổi tiếng thời chiến tranh về Sư đoàn 1.
Tượng đài đã được lên kế hoạch hoàn thành vào năm 1980, nhưng công việc bị trì hoãn do sự phát triển của phong trào Đoàn kết và tuyên bố thiết quân luật sau đó của chế độ cộng sản. Thông qua sáng kiến của Liên minh các cựu chiến binh cũng như Câu lạc bộ Kosciuszko trực thuộc, công việc bắt đầu với viên đá nền tảng được đặt vào ngày 7 tháng 10 năm 1983 liên quan đến lễ kỷ niệm 40 năm thành lập Quân đội Nhân dân Ba Lan. Tác phẩm điêu khắc nặng 12 tấn, nặng 48 tấn được đúc bằng đồng tại nhà máy Zakłady Mechaniczne im. Marcelego Nowotki. Bức tượng hoành tráng mô tả một người lính đang cầm một chiếc PPSh-41 và mặc một chiếc áo choàng cuồn cuộn, tuyệt vọng đưa tay về phía bờ trái của Warsaw. Tất cả bức tượng chứa khoảng 300 yếu tố. Do sự khổng lồ của kích thước và trọng lượng của vật đúc, một tuyến vận chuyển đặc biệt từ nhà máy đến địa điểm cuối cùng là bắt buộc.
Toàn bộ bức tượng cao hơn 16 mét, và được bao quanh bởi một quảng trường lát đá lớn được trồng cây xanh. Nhà thiết kế kiến trúc của di tích là Bogusław Chyliński. Dự án có sự đóng góp của nhiều doanh nghiệp, các nhóm cựu chiến binh, các nhóm thanh niên và các binh sĩ từ Quân đội Ba Lan. Lễ khánh thành tượng đài diễn ra vào ngày 17 tháng 1 năm 1985 nhân kỷ niệm 40 năm giải phóng Warsaw.
Đôi khi nó được người dân địa phương gọi đùa là "năm loại bia", liên quan đến cử chỉ tay của người lính.
Vào năm 2011, do một đề xuất phát triển tại Cảng Praski, các kế hoạch đã xuất hiện để di chuyển tượng đài đến Cầu Świętokrzyski, tuy nhiên việc di chuyển đã không tiến triển kể từ năm 2018.